# Coppa d'Egitto 2023-2024
La Coppa d'Egitto 2023-2024 è l'92ª edizione della coppa nazionale egiziana di calcio, la più antica coppa nazionale dell'Africa. La competizione è iniziata il 31 ottobre 2023 ed è terminata il 30 agosto 2024. 
La squadra campione in carica è l'Al-Ahly.

## Calendario
Il programma del torneo è il seguente. Alla competizione partecipano le 18 squadre della Prima Lega insieme con le 14 vincenti dei turni preliminari.
| Turno            | Sorteggio     | Incontri                   |
| ---------------- | ------------- | -------------------------- |
| Primo turno      | 2 maggio 2024 | 28 maggio - 19 luglio 2024 |
| Ottavi di finale | 2 maggio 2024 | 8-21 agosto 2024           |
| Quarti di finale | 2 maggio 2024 | 21-24 agosto 2024          |
| Semifinali       | 2 maggio 2024 | 27 agosto 2024             |
| Finale           | 2 maggio 2024 | 30 agosto 2024             |

## Primo turno
Il sorteggio per il primo turno si è tenuto il 2 maggio 2024 a Il Cairo.
| Squadra 1              | Risultato       | Squadra 2            |
| ---------------------- | --------------- | -------------------- |
| 28 maggio 2024         |                 |                      |
| Ceramica Cleopatra     | 1 – 0           | Makadi               |
| Smouha                 | 1 – 0           | La Viena             |
| ZED                    | 2 – 1 (dts)     | El Dakhleya          |
| 29 maggio 2024         |                 |                      |
| Al-Mokawloon           | 0 – 1           | Tersana              |
| El Gaish               | 1 – 0           | Port Fouad           |
| 30 maggio 2024         |                 |                      |
| Al-Masry               | 1 – 0           | Gomhoriat Shebin     |
| Ismaily                | 2 – 1 (dts)     | El Qanah             |
| 31 maggio 2024         |                 |                      |
| National Bank of Egypt | 4 – 1           | Petrojet             |
| Baladeyet El-Mahalla   | 1 – 1 (4-5 dtr) | El-Gouna             |
| 1 giugno 2024          |                 |                      |
| Pharco                 | 3 – 0           | Al Wasta             |
| Future                 | 3 – 0           | Asyut                |
| ENPPI                  | 1 – 0           | Nogoom               |
| 2 giugno 2024          |                 |                      |
| Al-Ittihad Alessandria | 0 – 0 (3-4 dtr) | Abou Qir Fertilizers |
| 15 luglio 2024         |                 |                      |
| Pyramids               | 4 – 0           | Al Nasr              |
| 18 luglio 2024         |                 |                      |
| Zamalek                | 5 – 2           | Proxy                |
| 19 luglio 2024         |                 |                      |
| Al-Ahly                | 1 – 0           | Al-Aluminium         |

## Ottavi di finale
| Squadra 1              | Risultato       | Squadra 2            |
| ---------------------- | --------------- | -------------------- |
| 8 agosto 2024          |                 |                      |
| Pyramids               | 1 – 0           | Abou Qir Fertilizers |
| Tersana                | 0 – 0 (0-2 dtr) | El-Gouna             |
| 9 agosto 2024          |                 |                      |
| National Bank of Egypt | 1 – 3           | Al-Masry             |
| 20 agosto 2024         |                 |                      |
| Al-Ahly                | 0 – 3           | Pharco               |
| Future                 | 1 – 0           | ENPPI                |
| 21 agosto 2024         |                 |                      |
| Ismaily                | 2 – 0           | Smouha               |
| Ceramica Cleopatra     | 0 – 3 (dts)     | ZED                  |
| Zamalek                | 1 – 1 (3-5 dtr) | El Gaish             |

## Quarti di finale
| Squadra 1      | Risultato        | Squadra 2 |
| -------------- | ---------------- | --------- |
| 21 agosto 2024 |                  |           |
| Pyramids       | 4 – 0            | El-Gouna  |
| 22 agosto 2024 |                  |           |
| Pharco         | 0 – 1            | Al-Masry  |
| 24 agosto 2024 |                  |           |
| El Gaish       | 1 – 1 (9-10 dtr) | Ismaily   |
| Future         | 0 – 1 (dts)      | ZED       |

## Semifinali
| Squadra 1      | Risultato       | Squadra 2 |
| -------------- | --------------- | --------- |
| 27 agosto 2024 |                 |           |
| Ismaily        | 0 – 1           | ZED       |
| Al-Masry       | 1 – 1 (3-4 dtr) | Pyramids  |

## Finale
| Arbitro: | Ahmed El Ghandour |

|            |           |  |
| Mayele 87’ | Marcatori |  |